# Titularbistum Albulae
Albulae (ital.: Albule) ist ein Titularbistum der römisch-katholischen Kirche.
Es geht zurück auf einen untergegangenen Bischofssitz in der gleichnamigen antiken Stadt, die in der römischen Provinz Mauretania Caesariensis (heute nördliches Algerien) lag.
| Nr. | Name                                                | Amt                                                       | von              | bis                |
| --- | --------------------------------------------------- | --------------------------------------------------------- | ---------------- | ------------------ |
| 1   | Percival Caza                                       | Weihbischof in Valleyfield (Kanada)                       | 11. August 1948  | 22. September 1966 |
| 2   | Edward Daniel Howard Titularerzbischof pro hac vice | emeritierter Erzbischof von Portland in Oregon (USA)      | 9. Dezember 1966 | 2. Januar 1983     |
| 3   | Vicente C. Manuel SVD                               | Apostolischer Vikar von San Jose in Mindoro (Philippinen) | 17. März 1983    | 18. August 2007    |
| 4   | João Carlos Seneme CSS                              | Weihbischof in Curitiba (Brasilien)                       | 17. Oktober 2007 |                    |